# République populaire de Hongrie
Ne doit pas être confondu avec République démocratique hongroise.
Pour le régime communiste de 1919, voir République des conseils de Hongrie.
Pour les articles homonymes, voir République de Hongrie.
20 août 1949- – 23 octobre 1989
(40 ans, 2 mois et 3 jours)
Entités précédentes :
- République de Hongrie

Entités suivantes :
- République de Hongrie

La république populaire de Hongrie (également traduit par République populaire hongroise ou République démocratique hongroise) est le régime politique qui était en place en Hongrie de 1949 à 1989, lorsqu'elle faisait partie des « démocraties populaires » membres de la sphère d'influence de l'Union soviétique désignée sous le nom de bloc de l'Est. Se réclamant du marxisme-léninisme, le régime demeura en place jusqu'à la chute du bloc communiste en Europe. La république populaire de Hongrie se présentait comme héritière de la république des Conseils dirigée en 1919 par Béla Kun. Elle était membre du pacte de Varsovie et du Conseil d'assistance économique mutuelle.

## Symboles
La république populaire de Hongrie utilisa trois drapeaux et trois emblèmes :

Drapeau de la république populaire de Hongrie (1949-1956).
Emblème de la république populaire de Hongrie (1949-1956).
Drapeau de la république populaire de Hongrie (1956-1957).
Armoiries de la république populaire de Hongrie (1956-1957).
Drapeau de la république populaire de Hongrie (1957-1989).
Emblème de la république populaire de Hongrie (1957-1989).

## Mise en place

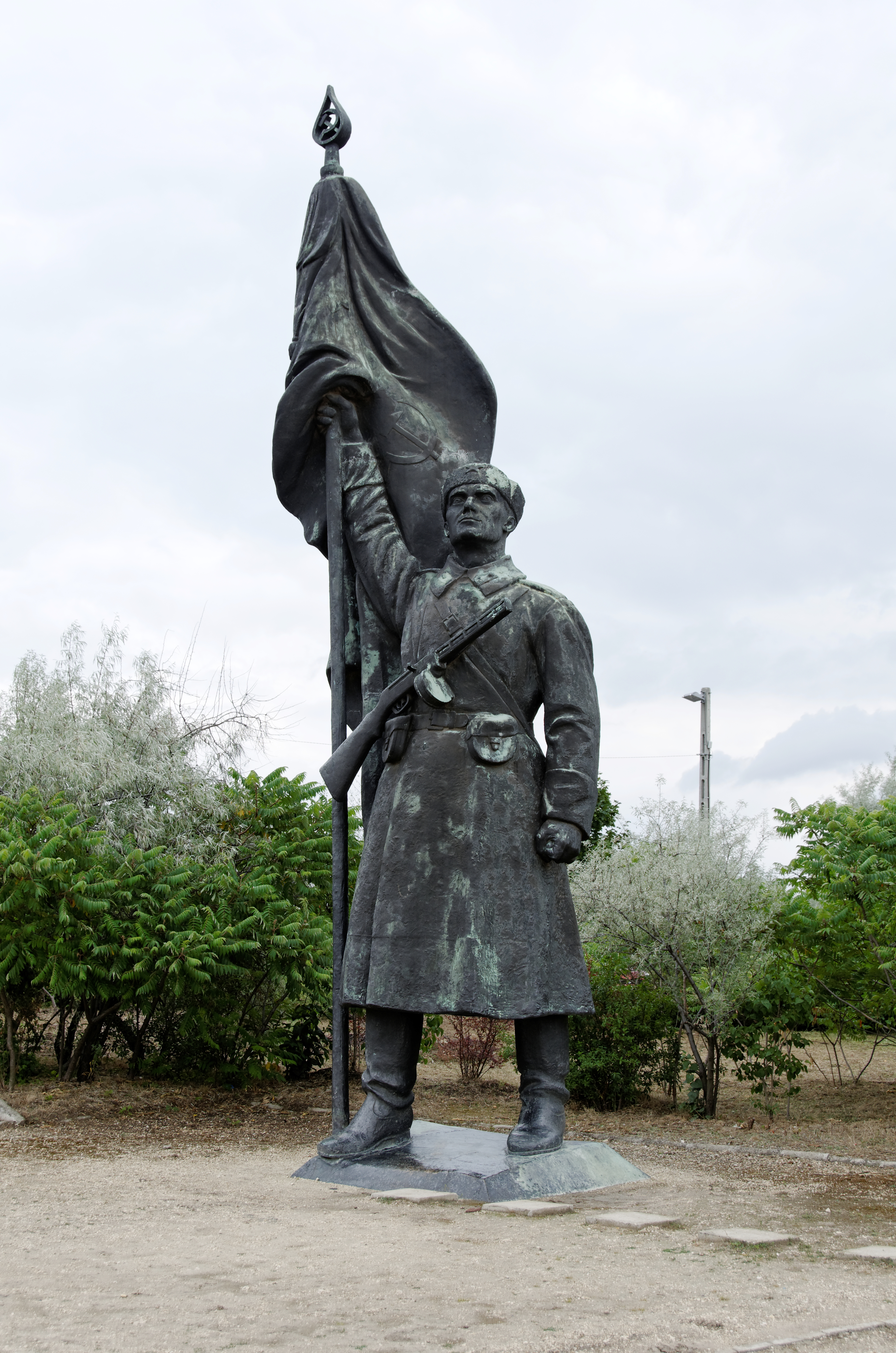
Statue d'un soldat russe installée en 1947 au monument de la Libération à Gellért-hegy, aujourd'hui situé au Memento Park (Budapest).

À l'automne 1944, durant la Seconde Guerre mondiale, l'Union soviétique envahit le territoire du Royaume de Hongrie. Le 29 décembre, un parlement intérimaire, réuni à Debrecen et comptant notamment des représentants du Parti communiste hongrois, du Parti social-démocrate de Hongrie et du Parti paysan, nomme chef du gouvernement le général Béla Miklós. Le nouveau régime fasciste mis en place par l'Allemagne nazie est balayé en quelques mois par les combats. Début avril 1945, tout le territoire hongrois est occupé par les Soviétiques. À l'hiver 1945, des élections ont lieu mais, contrairement aux espoirs soviétiques, le Parti communiste hongrois, réorganisé par Mátyás Rákosi, ne remporte que 17 % des suffrages. En novembre, Zoltán Tildy, chef du parti agrarien, prend  la tête d'un gouvernement de coalition. Le 1er février 1946, le Royaume de Hongrie est officiellement aboli, laissant place à la nouvelle république de Hongrie. Zoltán Tildy devient président de la République, tandis que Ferenc Nagy le remplace à la tête du gouvernement. Cependant, le maréchal soviétique Kliment Vorochilov impose, en mars 1946, la présence des communistes au gouvernement : László Rajk devient ministre de l'intérieur et organise la police secrète Államvédelmi Hatóság (AVH). L'ancienne classe politique hongroise est victime de purges : des responsables politiques comme l'ancien chef du gouvernement István Bethlen, sont déportés en URSS. Le 31 mai 1947, Ferenc Nagy est contraint à la démission par les Soviétiques. Lajos Dinnyés, membre du parti agrarien, le remplace à la tête du gouvernement, mais est contraint d'appliquer les politiques de nationalisations préconisées par les communistes. Les mines et les industries lourdes sont nationalisées, suivies des banques, puis de toutes les entreprises de plus de cent salariés. Mátyás Rákosi, secrétaire général du Parti communiste hongrois, adopte une méthode désignée sous le nom de tactique du salami, qui consiste à éliminer progressivement tous les adversaires politiques des communistes en suscitant scissions et fusions parmi les partis adverses ou en évinçant les politiciens rivaux. Aux élections de 1947, grâce aux pressions, à la division de l'opposition et à la manipulation du scrutin, les communistes deviennent le premier parti en nombre de suffrages, mais ils ne réalisent qu'une progression relativement modeste (22 % contre 17 % aux précédentes élections). Le parti agrarien, puis le parti social-démocrate, sont contraints de fusionner avec le Parti communiste hongrois, qui devient le Parti des travailleurs hongrois. Le 31 juillet 1948, Tildy démissionne, il est remplacé à la présidence de la République par le communiste Árpád Szakasits. Aux élections de 1949 une liste unique est présentée, elle obtient 95,6 % des suffrages. Le 18 août 1949, l'assemblée adopte une nouvelle constitution. Le 20 août, la république populaire de Hongrie est proclamée.

## Le régime de Rákosi

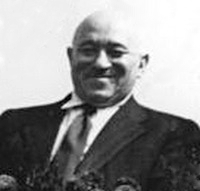
Mátyás Rákosi.

Drapeau de la république populaire de Hongrie de 1949 à 1956.

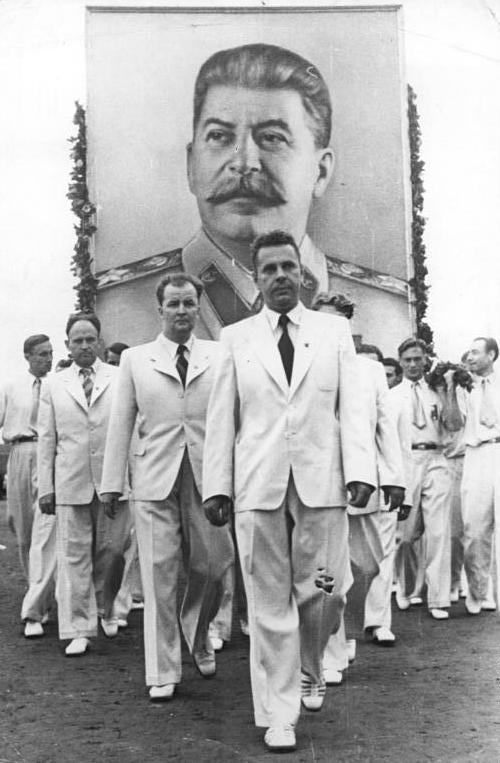
Défilé des militants du Komsomol à Budapest, en 1949.

Mátyás Rákosi, chef du régime en tant que secrétaire général du Parti des travailleurs hongrois de 1948 à 1956, assure son autorité sur le pays en opérant des purges parmi les opposants, réels ou supposés, les intellectuels et même certains membres du parti. En mai 1949, László Rajk est arrêté. En septembre, il passe en procès, il « avoue » être un agent à la solde de Tito : il est exécuté le 15 octobre. D'autres membres importants du parti, comme János Kádár sont également arrêtés par l'AVH. Rákosi, se voulant « le meilleur disciple de Staline », organise son propre culte de la personnalité et établit l'un des régimes les plus répressifs du bloc communiste en Europe. L'AVH multiplie les arrestations. En six ans, entre 1948 et 1953, près de 1 300 000 personnes comparaissent devant les tribunaux, parmi lesquels des opposants politiques. 695 623 condamnations sont prononcées, allant de l'amende à la peine capitale, avec une moyenne de 116 000 par an[pas clair] sur une population de 9,5 millions d'habitants. L'Église catholique hongroise est réprimée et ses biens nationalisés ; le cardinal József Mindszenty, arrêté en décembre 1948, est condamné après une parodie de procès. L'Église protestante hongroise est également réprimée. Rákosi lutte contre l'illettrisme, il s'emploie à développer un enseignement public laïc, l'enseignement religieux disparait des programmes scolaires mais parallèlement il fait diffuser la propagande du régime dans les écoles. Un plan quinquennal est adopté en 1950. L'agriculture est collectivisée et ses gains utilisés pour développer l'industrie lourde. L'économie hongroise souffre du remboursement de la dette de guerre imposée par l'URSS en 1947 ; la production industrielle lourde augmente notablement, mais les retards des industries légères entraînent des pénuries, tandis que les investissements dans l'industrie militaire, après le déclenchement de la guerre de Corée, réduisent encore la production des biens de consommation. Le régime devient de plus en plus impopulaire.
En tant que proche allié de Staline, Rákosi est fragilisé par la mort de ce dernier : en juillet 1953, il doit céder à Imre Nagy la direction du gouvernement, qu'il avait prise en 1952. Rákosi demeure néanmoins premier secrétaire du parti, une lutte pour le pouvoir l'oppose bientôt à Nagy. Ce dernier autorise la sortie de prisons d'opposants politiques, allège le contrôle étatique sur les médias et envisage la tenue d'élections. En mars 1955, le parti, mené par Rákosi, condamne le « déviationnisme » d'Imre Nagy. Le 18 avril 1955, ce dernier est destitué par le parlement. Il est ensuite exclu du parti. Mais la déstalinisation impulsée par Nikita Khrouchtchev vient bientôt menacer à nouveau Rákosi, ses jours au pouvoir sont comptés. Khrouchtchev dénonce notamment comme une injustice la condamnation de László Rajk. Le 18 juillet 1956, Mátyás Rákosi doit quitter la tête du parti. La nomination de son successeur, Ernő Gerő, figure lui aussi du régime stalinien, ne calme nullement le mécontentement populaire. Le 3 octobre, le Parti réhabilite Rajk et d'autres victimes des purges.

## L'insurrection de 1956

Drapeau avec l'emblème communiste découpé, utilisé pendant l'insurrection de Budapest en 1956.

En juin 1956, des grèves ouvrières qui ne passent pas inaperçues, se déclenchent en république populaire de Pologne, elles sont impitoyablement réprimées, il y a une cinquantaine de morts. Le 21 octobre, Władysław Gomułka est appelé au pouvoir pour sauver le régime. La situation polonaise fait boule de neige : le 23 octobre, en Hongrie, des protestations étudiantes organisées (officiellement) pour soutenir les ouvriers de Pologne, tournent à l'insurrection populaire. Les troupes soviétiques prennent position dans Budapest mais une partie de l'armée hongroise fraternise avec les insurgés. Le Parti des travailleurs hongrois, dont János Kádár a pris la tête le 25 octobre, rappelle le 24 Imre Nagy à la tête du gouvernement. Nagy, entrainé par le mouvement populaire, annonce la formation d'un gouvernement de coalition et, le 31 octobre, décrète le retrait de l'armée hongroise du pacte de Varsovie. Le 30 octobre, le cardinal Mindszenty et d'autres prisonniers politiques sont libérés. Le 1er novembre, il proclame la neutralité de la Hongrie auprès des instances de l'ONU. 
Le 4 novembre, les chars de l'Armée rouge entrent dans Budapest tandis que János Kádár fonde un contre-gouvernement fidèle à l'URSS. L'insurrection est matée dans le sang, la répression fait environ 3 000 victimes à Budapest. Il s'ensuit un exode de citoyens hongrois vers les pays voisins. Imre Nagy est arrêté et déporté ; il est exécuté deux ans plus tard. Mátyás Rákosi, jugé responsable de la situation par les Soviétiques, finit sa vie en exil au Kirghizistan.

## Le régime de Kádár

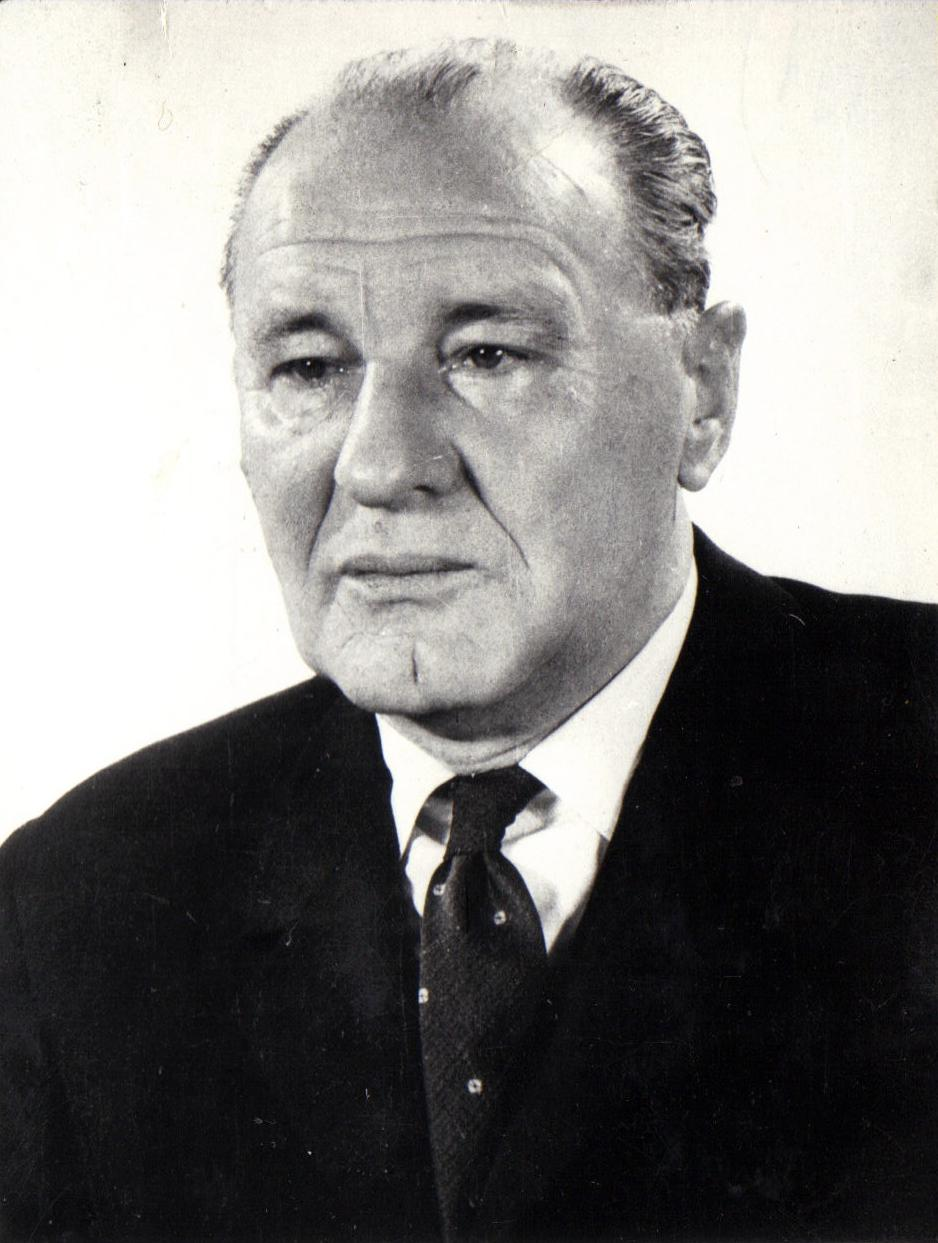
János Kádár.

János Kádár reste à la tête du parti, rebaptisé Parti socialiste ouvrier hongrois, jusqu'en 1988, il assume également à plusieurs reprises la direction du gouvernement. Une politique répressive est d'abord menée, elle se traduit par l'arrestation de plusieurs dizaines de milliers d'opposants. Cependant l'AVH est dissoute. Durant les années 1960, une relative libéralisation se fait jour, tandis que les derniers partisans de Rákosi perdent toute influence au sein du parti. En 1961, l’homosexualité est dépénalisée. Le régime resserre ses liens avec l'Union soviétique. En 1967, il renouvelle pour vingt ans son traité d'alliance avec celle-ci. À partir de 1970, il accueille secrètement une base de missiles nucléaires sol-sol de l'armée rouge sur son sol. Parallèlement une amnistie est décrétée et des réformes économiques sont progressivement engagées, l'économie de marché est introduite dans le domaine des biens et ses services. La censure des arts se fait plus légère. La relative libéralisation politique et économique amène à l'ouverture de relations commerciales avec l'ouest. Malgré ces réformes, la Hongrie reste une dictature. La police secrète, moins violente que sous le régime de Rákosi, demeure active, et les communistes contrôlent totalement la vie politique. Les conditions de vie sont généralement meilleures que dans les autres pays du bloc de l'est, mais la politique économique de Kádár se traduit également par une augmentation de la dette publique. 
D'après le philosophe Gáspár Miklós Tamás : « ce pouvoir offrait une sécurité sociale efficace, le plein-emploi, une meilleure politique de santé publique, des loisirs bon marché ou gratuits, de meilleures conditions de vie matérielles. Tout cela, certes, au prix de l’hypocrisie, de la censure, de l’absence de choix offert au consommateur et du conformisme. Le régime était qualifié de « socialiste » ou de « communiste » ; il s’agissait en fait d’un État-providence conservateur sur les plans moral et culturel. Il a introduit dans une société rurale et archaïque les standards de vie modernes, de la plomberie à l’alphabétisation, sans oublier l’affranchissement des servitudes de l’ancien monde, en particulier la soumission à l’aristocratie. »
En mai 2008, 62 % des Hongrois déclaraient regretter la Hongrie socialiste de Kádár, selon un sondage de l’institut allemand gfk-Hungaria.

## Transition vers la démocratie
En mai 1988, János Kádár, âgé de 76 ans, malade, cède sa place de secrétaire général du parti à Károly Grósz. Les cadres réformateurs prennent progressivement le contrôle du Parti socialiste ouvrier hongrois ; Imre Pozsgay entre au politburo. L'opposition redouble d'activité : le Forum démocrate hongrois est formé la même année. Le 28 janvier 1989, Pozsgay qualifie publiquement l'insurrection de Budapest de « soulèvement populaire », et non de contre-révolution : devant l'absence de réaction soviétique, les réformateurs communistes estiment avoir le champ libre. En février 1989, le Parti accepte le principe du multipartisme. En avril, l'URSS accepte de retirer, sous deux ans, ses troupes de Hongrie. Le 2 mai 1989, les barbelés à la frontière austro-hongroise commencent à être enlevés. Les protagonistes de l'insurrection de Budapest de 1956 sont réhabilités : en juin 1989, Imre Nagy reçoit des funérailles officielles. János Kádár meurt le 6 juillet, le jour même où Nagy est officiellement réhabilité par la Cour suprême. À l'été 1989, une table ronde réunit tous les partis pour définir les modalités de la transition démocratique. Début octobre, les réformateurs comme Imre Pozsgay, Gyula Horn et Miklós Németh l'emportent sur le conservateur Károly Grósz au sein du Parti : celui-ci s'auto-dissout, les réformateurs forment le Parti socialiste hongrois, tandis que les conservateurs fondent le Parti ouvrier hongrois. Le 16 octobre, le parlement hongrois ouvre une session historique, au terme de laquelle le principe des élections libres est adopté. La constitution est radicalement révisée. Le 23 octobre, jour anniversaire de l'insurrection de Budapest, Brunó Straub, chef de l'État, est remplacé par Mátyás Szűrös. Ce dernier annonce la fin officielle de la république populaire de Hongrie, qui prend alors le nom de « république de Hongrie ». En 1990, les premières élections législatives libres sont remportées par le Forum démocrate hongrois, tandis que le Parti socialiste ouvrier hongrois (PSOH) n'obtient aucun élu.